# Выпускник (фильм)
«Выпускник» (англ. The Graduate) (1967) — комедийный «фильм воспитания» режиссёра Майка Николса с Дастином Хоффманом, Энн Бэнкрофт и Кэтрин Росс в главных ролях, первая роль Хоффмана в большом кино. Самый кассовый фильм года ($ 104,9 млн.), и один из самых кассовых фильмов 60-х годов, сделавший Хоффмана голливудской звездой. С поправкой на инфляцию кассовые сборы составляют $ 815 млн, что ставит картину на 23-е место в списке «Самых кассовых фильмов с учётом инфляции». Огромный успех «Выпускника», вышедшего сразу после отмены Кодекса Хейса, у молодёжной публики подтолкнул Голливуд к исследованию прежде табуированных тем и ускорил наступление эпохи Нового Голливуда.
В 1996 году включён в Национальный реестр фильмов, обладая «культурным, историческим или эстетическим значением». Семь номинаций на премию «Оскар», в том числе за лучший фильм, одна из которых — «Лучший режиссёр», — оказалась победной.

## Сюжет
20-летний (через неделю стукнет 21) Бенджамин Брэддок (Дастин Хоффман), получивший степень бакалавра в колледже Восточного побережья, возвращается домой к родителям в Пасадену, пригород Лос-Анджелеса, где семейство и гости отмечают окончание его учёбы. Бен чувствует себя стеснённым и старается ускользнуть от расспросов и восторженных отзывов гостей, уединяясь в спальне. Несмотря на это, супруга партнёра отца Миссис Робинсон (Энн Бэнкрофт), элегантная женщина бальзаковского возраста, нарушает его уединение и просит молодого выпускника отвезти её домой. Бен нехотя соглашается. По прибытии, женщина просит, чтобы он зашёл внутрь вместе с ней, потому что она боится быть одна в темноте. После того, как они входят в дом вместе, Робинсон настаивает, чтобы Бен выпил стакан виски, после чего старается соблазнить его, чем ставит в неловкое положение. От происходящего Бен смущается и начинает нервничать. Когда Бен напрямую задаёт вопрос: «Миссис Робинсон, вы пытаетесь меня соблазнить. Не так ли?», миссис Робинсон отвечает отрицательно, чем ещё больше смущает Бена, которому становится стыдно от того, что он допустил и даже озвучил такую мысль. Между тем, Робинсон, под предлогом показать Бену портрет подросшей дочери, приглашает его в спальню, где, как бы между прочим, просит помочь ей расстегнуть платье. Бен снова начинает смущаться и отказывается это делать, но все же соглашается и сообщает о намерении после этого немедленно покинуть дом Робинсонов. Миссис Робинсон снова повторяет «I am not trying to seduce you» (Я не пытаюсь тебя соблазнить). Под предлогом принести снизу сумочку, Робинсон вынуждает Бена задержаться и внезапно для него входит в спальню совершенно обнажённой и запирает за собой дверь. Видя максимальную степень смущения выпускника, миссис Робинсон говорит, что если он не хочет её именно сейчас, то она в его распоряжении в любое время. Заслышав звук подъезжающей машины мистера Робинсона, Бен выходит из ступора, отталкивает миссис Робинсон от двери, отпирает дверь и в спешке спускается вниз, после чего делает вид, что допивает стакан с виски. Ничего не подозревающий мистер Робинсон (Мюррей Гамильтон), заводит с сидящим на иголках сыном друга разговор о наслаждении жизнью, после чего Бену наконец удаётся покинуть дом Робинсонов.
Через несколько дней Бен решает сам позвонить миссис Робинсон и назначает ей встречу в отеле «Taft», где чуть не попадает на закрытую вечеринку под руководством миссис Синглмен (Элис Гостли) и при появлении женщины регистрируется под именем мистер Глэдстоун. Встретившись в баре, миссис Робинсон сразу же просит Бена заказать номер. Бен, понимая, что встречаясь с замужней женщиной, совершает нечто запретное и аморальное, ведёт себя неестественно. Считая, что клерк (Бак Генри) что-то заподозрил, он звонит миссис Робинсон из телефонной будки и сообщает, что заказал номер и договаривается, что та придёт через пять минут после него. Когда Робинсон поднимается в номер, Бен делает самоуверенный вид, однако взрослая опытная женщина без труда понимает, что у застенчивого юноши, приглашающего её заняться чем угодно, кроме секса, не было никакого сексуального опыта - Бен девственник и спрашивает его об этом напрямую. Вопрос настолько задевает самолюбие Бена, что он берёт себя в руки и занимается любовью с Робинсон. У них начинается роман, который длится почти все лето — днём Бен отдыхает в родительском бассейне, а по ночам встречается с любовницей в номере.
Всё это время мистер Брэддок давит на сына, побуждая его задуматься о будущем и выбрать для себя университет для продолжения учёбы в аспирантуре, дабы 4 года не прошли даром. Однако Бен предпочитает проводить время вместе с миссис Робинсон и не думать о планах. Однажды ему наскучивает просто занятие любовью, и он решает поговорить с женщиной по душам. В ходе разговора выясняется, что миссис Робинсон спит с мужем в разных спальнях и у них нет близости, а выйти замуж ей пришлось из-за незапланированной беременности в колледже после секса в автомобиле марки Ford. Когда речь заходит о дочери Робинсонов — Элейн (Кэтрин Росс), миссис Робинсон говорит, что категорически против, чтобы он встречался с её дочерью, так как Бен ей не пара. Обиженный Бен уже собирается уходить, но почти сразу остывает и извиняется, после чего даёт слово не заводить отношений с Элейн. Однако, когда Элейн приезжает домой, миссис Брэддок, в надежде что Бен и Элейн могут создать пару, хочет пригласить семью Робинсонов на ужин. Чтобы не участвовать в этом семейном ужине Бен всё же приглашает Элейн (Кэтрин Росс) на свидание. Понимая, что связь с Элейн может привести к печальным последствиям, Бен старается вести себя так, чтобы Элейн никогда больше не захотела с ним встречаться. Он небрежно ведёт машину, игнорируя свою пассажирку, и в конечном итоге привозит её в стриптиз-клуб, что оскорбляет достоинство Элейн. Девушка выбегает из заведения, тихо плача. Бен, не в силах выдержать вида Элейн, извиняется и целует её. Он предлагает выпить Элейн и они приезжают в отель «Taft» (где Бен всё это время встречался с матерью Элейн). Завсегдатая отеля многократно приветствуют посетители и обслуга, называя «мистером Глэдстоуном», Бен говорит девушке что его перепутали с каким-то мистером Глэдстоуном. А потом в машине Бен говорит Элейн что она ему очень нравится, но у него был роман с замужней женщиной, у которой есть сын и роман закончился. Так начинается роман Бена с младшей Робинсон.
На следующий день миссис Робинсон шантажирует юношу, угрожая рассказать дочери об их связи, однако Бен делает это первым. Расстроенная Элейн в ярости прогоняет Бена, тот начинает тайно наблюдать за её домом. Элейн уезжает обратно в Калифорнийский университет в Беркли. Бен собирает вещи, сообщает родителям о намерении жениться на девушке, не отвечающей взаимностью, после чего едет вслед за ней. Он следит за Элейн возле университета и по городу. Сидя в кафе Бен видит как Элейн садится в автобус и бежит вслед за ним. В автобусе Бен узнаёт что у Элейн назначена встреча в зоопарке и предлагает ей пойти туда с ним. Они гуляют по зоопарку, где у девушки назначено свидание с Карлом Смитом (Брайан Эвери). Вскоре Элейн врывается в арендованную квартиру Бена, говорит, чтобы тот немедленно уехал и заявляет, что тот изнасиловал её пьяную мать, подбросив ту из бара в отель. Услышав, как было на самом деле, девушка истошно кричит. Перед хозяином дома быстро пришедшая в себя девушка делает вид, что всё в порядке, тот угрожает Бену выселением. Девушка просит того не уезжать и уходит, но вечером возвращается вновь, после чего обещает подумать над предложением юноши о свадьбе. Бен ходит за девушкой по университету и предлагает сдать анализы крови для последующего бракосочетания. Элейн неожиданно заявляет, что Смит тоже сделал ей предложение. Несмотря на это, радостный Бен покупает кольцо и цветы, но по возвращении в квартиру неожиданно натыкается на мистера Робинсона, узнавшего об изменах жены. Тот заявляет, что намерен развестись с миссис Робинсон и угрожает юноше судом, если тот ещё раз подойдёт к его дочери. Разъярённый хозяин выгоняет постояльца, Бен спешит в студенческое общежитие, где узнаёт, что Элейн бросила учёбу, оставив ему записку, в которой написала, что любит его, но у них ничего не выйдет.
Бен проникает в дом Робинсонов, но в комнате Элейн обнаруживает лишь её мать. Та вызывает полицию и говорит, что её дочь выходит замуж. Бену удаётся ускользнуть. От студентов он узнаёт, что Смит уехал сегодня ночью в Санта-Барбару, но где точно пройдёт церемония — неизвестно. В телефонной книге Бен находит телефонный номер офиса доктора Смита: 657-20-36. Ему отвечает секретарша, Бен представляется братом священником доктора, прибывшим из Портленда для проведения церемония и забывшим, где та состоится, и узнаёт, что свадьба проходит в первой пресвитерианской церкви на Аллан-стрит. Юноша решает сорвать торжество и так спешит, что не заправляет машину. Бензин заканчивается, но Бен успевает добежать до церкви. Поскольку парадный вход оказывается запертым, юноша поднимается по внешней лестнице на второй этаж. Там он оказывается отделен от гостей стеклом, видя что церемония бракосочетания уже состоялась Бен начинает неистово барабанить по стеклу, выкрикивая «Элейн! Элейн!». Девушка оборачивается и кричит «Бен!». Тот прорывается вниз, вырывается из рук мистера Робинсона и толкает жениха на гостей. Мать даёт дочери несколько пощёчин, Бен отмахивается большим крестом, отступая с невестой к выходу, после чего блокирует дверь снаружи крестом. Молодые люди запрыгивают в автобус, садятся на заднее сиденье и уезжают. Фильм заканчивается на серии крупных планов: Бен наконец сияет довольной улыбкой, но, разглядывая обращённые на них лица удивлённых пассажиров, меняет выражение лица на слегка озадаченный и стеснённый вид. Элейн, обрадованная успехом, также улыбаясь вначале, переводит взгляд на возлюбленного, и её выражение лица принимает такой же вид, как у него.

## В ролях
- Дастин Хоффман — Бенджамин «Бен» Брэддок
- Кэтрин Росс — Элейн Робинсон
- Энн Бэнкрофт — миссис Робинсон, любовница Бена
- Мюррей Гамильтон — мистер Робинсон, деловой партнёр мистера Брэддока
- Уильям Дэниелс — мистер Брэддок
- Элизабет Уилсон — миссис Брэддок
- Бак Генри — клерк отеля «Taft»
- Брайан Эвери — Карл Смит, жених Элейн
- Уолтер Брук — мистер МакГуайр
- Норман Фелл — мистер МакКлири
- Элис Гостли — миссис Синглмен

## Признание
«Выпускник» считается вехой в истории американского кинематографа и входит в Национальный реестр фильмов США. В первоначальной версии списка 100 лучших американских фильмов за 100 лет по версии AFI работе Николса отводилась 7-я позиция.
По версии Американского института кино картина занимает ряд мест:
- 7-е (1998) и 17-е (2007) места в списке 100 фильмов.
- 9-е место в 100 комедий
- 52-е место в 100 страстей
- 6-е место в 100 песен («Mrs. Robinson»)
- 42-е (Пластик) и 63-е (Миссис Робинсон, вы пытаетесь меня соблазнить. Не так ли?) в 100 киноцитат

### Награды
- - 1968 — 5 премий «Золотой глобус»

  - Лучший фильм (комедия или мюзикл)
  - Лучший режиссёр — Майк Николс
  - Лучшая женская роль (комедия или мюзикл) — Энн Бэнкрофт
  - Лучший дебют актёра — Дастин Хоффман
  - Лучший дебют актрисы — Кэтрин Росс
- 1968 — Премия «Оскар»

- Лучший режиссёр — Майк Николс

- 1969 — 5 премий «BAFTA»

- Лучший фильм — Майк Николс
- Лучший режиссёр — Майк Николс
- Самый многообещающий дебютант, исполнивший главную роль — Дастин Хоффман
- Лучший сценарий — Колдер Уиллингем, Бак Генри
- Лучший монтаж — Сэм О'Стин

- 1969 — Премия «Грэмми»

- Лучшая музыка — Дэйв Груcин, Пол Саймон

### Номинации
- - 1968 — «Золотой глобус»

  - Лучшая мужская роль (комедия или мюзикл) — Дастин Хоффман
  - Лучший сценарий — Колдер Уиллингем, Бак Генри
- 1968 — «Оскар»

- Лучший фильм — Лоуренс Турман
- Лучшая мужская роль — Дастин Хоффман
- Лучшая женская роль — Энн Бэнкрофт
- Лучшая женская роль второго плана — Кэтрин Росс
- Лучшая операторская работа — Роберт Сертиз
- Лучший сценарий — Колдер Уиллингем, Бак Генри

- 1969 — «BAFTA»

- Лучшая женская роль — Энн Бэнкрофт
- Самый многообещающий дебютант, исполнивший главную роль — Кэтрин Росс

## Музыка
В фильме прозвучали четыре песни дуэта Саймон и Гарфанкел — «The Sound of Silence», «April Come She Will», «Scarborough Fair/Canticle», «Mrs. Robinson». Автор песен — Пол Саймон. Песня «Mrs. Robinson» имела ошеломительный успех, достигнув первой строчки в национальных чартах. В списке 100 лучших песен из американских фильмов за 100 лет по версии AFI она занимает 6-е место.
Фраза Миссис Робинсон «I am not trying to seduce you» впоследствии была использована в качестве семпла в песне «Macarena» испанского музыкального дуэта Los del Río и песне Джорджа Майкла «Too funky».